# 性能监视器
性能监视器（英語：Performance Monitor），Windows 9x、Windows 2000和Windows XP中也称系统监视器（System Monitor），是自Windows NT 3.1起引入的一个系统监视器。该程序可以监视计算机上的各种活动信息，如CPU和内存的使用情况。此类应用程序可用于测量硬件、软件服务以及应用程序的性能，以帮助确定本地或远程计算机上问题的成因。
在Windows 9x中，Windows安装程序不会自动安装“系统监视器”，但可以使用控制面板中的“添加/删除程序”手动安装该组件。它几乎没有几个可用的计数器，并且可定制性很少。与之相比，Windows NT中的“性能监视器”可以开箱即用，并含有超过350个可用的性能测量指标（称为“计数器”）。性能监视器可以以图形、条形图或数值显示信息，并可以按特定时间间隔更新信息。可以监视的信息类别取决于已安装的网络服务，但将始终包括文件系统、内核和内存管理器。其他可能的类别包括：Microsoft网络客户端、Microsoft网络服务器，以及网络协议类别。
在Windows 2000中，Windows 9x的系统监视器、Windows NT 4及更早版本中的性能监视器，以及“网络监视器”被合并为 微软管理控制台（MMC）插件，称为“性能”，其中包含“系统监视器”与“性能记录与警告”。Windows XP中继续名为“系统监视器”。部分第三方仍将Windows 2000或XP中的该组件称为“性能监视器”。
在Windows Vista中，MMC插件中显示的名称被改回“性能监视器”，尽管它已与“可靠性监视器”捆绑在一起，并附有称为“资源概览”的新性能摘要功能。在Windows 7中，资源概览功能被拆分为独立的資源監視器应用程序，而Windows 7中的性能监视器页面提供一个链接指向资源监视器；Windows 7也将可靠性监视器转移到操作中心。在Windows Vista中，新功能“数据收集器集”被添加到性能监视器，它允许将参数汇总集作为一个组轻松操作。